# Jaap Schreuder
Jaap Schreuder (Delft, 6 januari 1932 – 15 mei 2018) is een Nederlands voormalig topkorfbalscheidsrechter.

## Club
Schreuder was als speler en bestuurslid actief bij de Delftse club CKV DES. Vanaf 1954, op 22-jarige leeftijd, werd Schreuder al bestuurslid bij de club en vervulde hij meerdere functies. Dit leverde hem in 1963 al titel Lid van Verdienste op.

## Scheidsrechter
Schreuder was scheidsrechter in de top van Nederland. Zo floot hij in de jaren 60 en 70 in de Hoofdklasse, wat het hoogste Nederlandse niveau was. Naast zijn functie als arbiter in Nederland was Schreuder ook internationaal actief voor het IKF, waar hij floot bij interlands.

## Wedstrijden
Schreuder was de scheidsrechter van de Nederlandse zaalfinale in 1973 en 1975.